# Horslunde
Horslunde és una localitat situada al municipi de Lolland, a la regió de Selàndia —Regió de Sjælland— (Dinamarca), amb una població, l'any 2012 d'uns 707 habitants.
Està situada a l'oest de l'illa de Lolland, al costat de la costa de la mar Bàltica.